# Massacre de Coniston
 (avril 2025).
Le massacre de Coniston est une série de meurtres commis en août et septembre 1928 sur le ranch de Coniston, Territoire du Nord, Australie. Il s'agit du dernier massacre connu d'Aborigènes australiens par des Australiens blancs.
Les victimes étaient membres des communautés anmatyerre, kaytetye et warlpiri. Les meurtres eurent lieu dans le cadre d'une « expédition punitive » à la suite du meurtre, à Yukurru, d'un chasseur blanc de dingos : Frederick Brooks. Les meurtriers de Brooks ne furent jamais identifiés, mais les communautés aborigènes voisines furent accusées. D'après les rapports établis à l'époque, trente et une personnes furent assassinées en représailles. Le propriétaire du ranch à l'époque, Randall Stafford, affirma, lui, qu'au moins le double avait été tués. Les estimations des historiens aujourd'hui varient entre soixante et cent-dix victimes.

## Les faits
Brooks fut tué autour du 7 août 1928 et son corps partiellement enterré. Aucun témoin fiable de l'assassinat ne fut jamais identifié et il y a des récits contradictoires sur les conditions de la découverte du corps et les événements ultérieurs. William Murray, l'officier chargé de Barrow Creek, était sur les lieux le 12 août. Quatre jours plus tard, selon son propre rapport, il partit avec Stafford, trois autres hommes blancs et cinq aborigènes, après avoir obtenu les noms de 20 auteurs présumés du meurtre, sans enregistrer ces noms, ni expliquer comment ses informateurs, qui n'étaient pas des témoins oculaires, les connaissaient, ni justifier les incohérences de ses récits dans une procédure ultérieure. 
Selon ses dires, durant les quinze jours suivants — jusqu'au 30 août — il se rendit dans quatre groupes distincts de Walbiri et déclara que dans chaque cas, il aurait été obligé de tirer en état de légitime défense ; il fit un total de 17 victimes. Par la suite, il témoigna sous serment que chacune des personnes tuées était un des meurtriers et qu'on pouvait déduire la culpabilité du groupe de la possession de certains des effets de Brooks. 
Murray retourna à Alice Springs avec un prisonnier, puis repartit vers la propriété de Pine Hill dans la même zone. Rien n'a été enregistré au sujet de cette patrouille, mais il revint le 13 septembre avec un deuxième prisonnier. Le 19, il repartit, cette fois  pour enquêter sur une attaque non mortelle sur la personne d'un autre colon, Nugget Morton, à Broadmeadows Station, également dans la même région, par ce que Morton décrivit comme « un groupe de 15 Walbiri ». De là, le 24 septembre, un groupe composé de Murray, Morton, un autre homme blanc et un jeune aborigène, partit et eut une série d'affrontements (trois ont été décrits dans le rapport succinct de Murray, mais il est probable qu'il y en a eu plus) et 14 autres Aborigènes furent tués par balles. Morton les avait tous « identifié comme ses agresseurs ». Murray fut de retour à Alice Springs le 18 octobre.

## Le procès des deux Aborigènes appréhendés
Le procès des deux Aborigènes arrêtés eut lieu à Darwin les 7 et 8 novembre. Les deux furent acquittés faute de preuves crédibles. Durant l'audience, Murray fit une remarque très révélatrice : « Nous avons tiré pour tuer », dit-il. « Qu'aurait-on pu faire d'une centaine d'individus noirs blessés à des miles de la civilisation ? » Dans la salle d'audience était présent Athol McGregor, un missionnaire d'Australie centrale. Il fit part de ses remarques à ses supérieurs religieux et à William Morley, un fervent et influent défenseur de l'Association pour la protection des races autochtones, qui se démena pour obtenir une enquête judiciaire. 

## Commission d'enquête
La validité de la commission d'enquête fut profondément compromise dès le départ — ses trois membres ayant été choisis afin de maximiser la défense des accusés ; y figurait notamment J. C. Cawood, Gouverneur-résident d'Australie centrale et supérieur hiérarchique de Murray. Cawood avait révélé son point de vue personnel dans une lettre à son secrétaire départemental peu après le massacre: « ... le problème couvait depuis un certain temps et la sécurité des blancs ne pouvait être assurée que par des mesures draconiennes de la part des autorités ... Je suis fermement d'avis que le résultat de la récente action de la police aura un effet positif sur les indigènes. »
Le conseil siégea pendant 18 jours en janvier 1929 et, le lendemain, remit son rapport. Parmi les lacunes les plus évidentes de ce document très critiqué, on peut citer :
- Aucune des deux affaires ne fut auditionnée sous serment car les témoins étaient membres d'un groupe d'autodéfense ;
- Les incohérences flagrantes dans les preuves de Murray ont été ignorées ;
- Aucun survivant ne fut appelé comme témoin ;
- Aucune vérification ne fut faite sur des affirmations invraisemblables de témoins ayant un intérêt dans l'affaire ;
- Les membres de la commission d'enquête affirmèrent, malgré des preuves indubitables du contraire, qu'il n'y avait pas eu de sécheresse en Australie centrale, et donc aucune circonstance atténuante pour ceux qui avaient chassé du bétail ;
- Les allégations non fondées de la culpabilité des victimes ont été acceptées sans discussion ;
- La violence des autochtones a été considérée comme allant de soi ;
- Les graves lacunes dans les enregistrements de Murray ont été négligées.

Cawood fit part de sa satisfaction quant au résultat de l'affaire dans son rapport annuel de 1929, écrivant : « Les preuves de tous les témoins ont été concluantes ... la Commission a conclu que les tirs étaient justifiés, et que les indigènes tués étaient tous membres de la tribu Walmulla venant d'Australie-Occidentale, en maraude avec le but avoué de faire disparaître des colons blancs ... »